# Ямадзакі Кенто
Ямадзакі Кенто (яп. 山﨑賢人, кириліз.: Ямадзакі Кенто, нар. 7 вересня 1994) — японський актор і модель. Найбільшу популярність йому принесли роль у серіалі-адаптації «Зошит смерті» (2015) та роль у серіалі Netflix «Аліса в Прикордонні» (2020). Також зіграв головні ролі у рімейку «Гарний лікар» (2018), та у фільмах-адаптаціях «L DK» (2014), «No Longer Heroine» (2015) та «Orange» (2015). Співпрацює з японським агентством пошуку талантів Stardust Promotion.

## Раннє життя
Кента Ямадзакі народився у Токіо в сім'ї середнього класу. Живе з батьком, матір'ю та старшим братом. Кенто був фанатом футболу, займався ним до 3 класу середньої школи. Він також мріяв стати футболістом чи тренером національної збірної. Його перша пропозиція стати моделлю надійшла у третьому класі середньої школи, коли його нинішня агенція розшукала його на вулиці Такешіта в Хараджюку, коли він повертався додому після футбольного матчу. Він працював моделлю для журналу Pichi Lemon з 2009 по 2011, перш ніж дебютувати як актор.

## Кар'єра
Кенто дебютував як актор в 2010 році, у серіалі «Розслідування Атамі», де грав роль таємничого старшокласника. За цим була роль другого плану в серіалі «Дитина-клон», де він зіграв хакера.
Першим фільмом, де зіграв Кенто була «Контрольна вежа», який вийшов у квітні 2011 року. У фільмі він співав та грав на гітарі, тому його акторська гра була добре прийнята. Наступного року він з'явився у фільмі «Крила Кіріна» (2012) і в головній ролі в трилері жахів «Інший», де вдруге працював з колегою з «Контрольної вежі» Ай Хашимото. Пізніше він був знятий у таких фільмах як: «Світ переслідувань 3» і «Сьогодні почнеться наше кохання». У 2013 році він знявся у фільмі «Сімейний сніданок Сато» на тему ЛГБТ, який транслювався на телебаченні (BS Japan). Він також брав участь у 2-му Тайванському міжнародному кінофестивалі квір (TIQFF) у 2015 році. Крім того, він зіграв роль другого плану у фільмі «JINX!!!» та у телесеріалі «35-річна школярка». У 2014 році він знявся у фільмі, заснованому на дуже успішній манзі «L DK», разом з Аяме Горікі. Фільм став проривом у його кар'єрі, який привернув до нього велику увагу громадськості. У тому ж році він зіграв у трьох драматичних серіалах, включаючи «Бейсбол Brainiacs», з акторами Сота Фукуші та Юто Накаджіма.
Він також дебютував на сцені граючи головну роль Інудзуки Шіно в «Сатомі та вісім псів». У 2015 році Кенто знову був знятий в екранізації популярної манги під назвою «No Longer Heroine» разом із Мірей Кірітані. Зіграв головну роль у фільмі «Апельсин» разом із Тао Цучією. Фільм мав великий успіх, зібравши майже 28 мільйонів доларів США і став 9-м найкасовішим японським фільмом 2016 року. З цих двох фільмів він виграв 39-ю премію Японської академії як «Новичок року», а також був номінований на Hochi Film Awards 2016. Того ж року він з'явився в телевізійній адаптації знаменитої манги «Зошит смерті» як L.
У 2016 році Кенто отримав роль у фільмі «Your Lie in April», де він зіграв роль Косея Аріми, талановитого піаніста, разом із Судзу Хіросе, яка зобразила Каорі Міядзоно. Для цієї ролі Кенто повинен був навчитися грати на фортепіано і тренуватися протягом 6 місяців до початку зйомок. Після цього його взяли в екранізацію «Дівчинка-вовк», «Чорний принц» та серіал «Дівчина і три коханих». Кенто також був обраний знятися у спеціальному короткометражному фільмі, щоб відзначити 10-ту річницю створення історичної манги Ясухіси Хари у ролі головного героя, Шіна. Він повторив свою роль у художньому фільмі, який вийшов на екрани 19 квітня 2019 року. У 2017 році він знявся разом із Харуною Кавагучі у фільмі «Друзі одного тижня». Фільм отримав позитивні оцінки критиків, які здебільшого хвалили Кенто за вдале зображення веселої та доброзичливої Юкі Хасе. Після цього він знявся ще в кількох лайв-екшн адаптаціях: «JoJo's Bizarre Adventure: Diamond Is Unbreakable Chapter I», «Psychic Kusuo: The Disastrous Life of Saiki K.» та «Hyouka: Forbidden Secrets». Ближче до кінця 2017 року він знявся в телесеріалі Rikuoh.
У січні 2018 року Кенто зіграв головну роль провідного ведучого нічного клубу в зимовій драмі НТВ «Поцілунок, що вбиває», його перша головна роль в драмі, у якій також грали Мугі Кадовакі, Маккеню та Масакі Суда. Також вийшов його фільм «A Forest of Wool and Steel», де він зобразив налаштовувача фортепіано. Для підготовки Кенто жив на Хоккайдо, щоб вчитися і практикувати налаштування фортепіано. Імператор та імператриця Японії відвідали спеціальний показ фільму та зустрілися з акторами. Влітку 2018 року Кенто знявся в серіалі «Хороший лікар». Заснований на однойменній корейській драмі 2013 року, розповідає історію молодого аутичного чоловіка, який стає дитячим хірургом. Драма отримала позитивний відгук у глядачів, і це був перший раз, коли він виступив у ролі лікаря і взяв на себе більш нетрадиційну роль. Це принесло йому премію телевізійної драматичної академії за найкращу чоловічу роль.
У 2020 році Кенто знявся в адаптації «Wotakoi: Love is Hard for Otaku». Фільм вийшов на екрани в лютому 2020 року. Він зіграв головну роль Хіротаки Ніфуджі, відстороненого працевлаштованого дорослого, який є великим прихильником відеоігор і хлопцем Нарумі Момосе, яку зіграла Міцукі Такахата. Пізніше також став відомий своєю головною роллю Рьохея Арісу в екранізації Netflix «Аліса в Прикордонні». Серіал розраховано на 2 сезони.

## Цікаві факти
- У Кенто є брат, який старший за нього приблизно на 7 років.[9]
- З 2016 року Кенто почав жити самостійно.[9]
- Кенто відкрив свій акаунт в Instagram 22 червня 2016 року. Менш ніж за 2 місяці, 11 серпня 2016 року, його кількість підписників перевищила 1 мільйон. Менш ніж за рік, 8 травня 2017 р., кількість підписників перевищила 2 мільйони.[9]
- На 24-й день народження Кенто (7 вересня 2018 року) його обліковий запис у Instragram набрав 3 мільйони підписників.[9]
- Дебют Кенто як актора дубляжу у фільмі «Ni no Kuni» (2019).[9]
- 1 червня 2020 року в своєму акаунті Instagram Ямадзакі опублікував відео читання вголос улюбленої української народної казки «Маленьке біле курча».[10]

### Фільмографія
- Двері у літо (2021)

### Фотокниги
- 2013 — 1st Photobook 「Genzaichi」[11]
- 2014 — Photobook 「THE KENTOS」[12]
- 2015 — Memorial Book 「Scene #20」[13]
- 2019 — Photobook 「KENTO YAMAZAKI」[14]